# Giuseppe Balsamo Crivelli
Giuseppe Balsamo Crivelli (* 1. September 1800 in Mailand; † 15. November 1874 in Pavia) war ein italienischer Botaniker, Zoologe, Paläontologe und Geologe. Sein offizielles botanisches Autorenkürzel lautet „Bals.-Criv.“ 
Im International Plant Names Index wird er als Giuseppe Gabriel Balsamo-Crivelli aufgeführt.

## Leben
Balsamo-Crivelli stammte aus adliger Familie und studierte Medizin in Pavia mit dem Laurea-Abschluss 1824. Einen weiteren Laurea-Abschluss erwarb er 1837 in Zoologie. Er unterrichtete Naturgeschichte am Lyzeum S. Alessandro in Mailand und war ab 1852 Professor für Mineralogie und Zoologie an der Universität Pavia. Ab 1863 war er Professor für Zoologie und vergleichende Anatomie und er stand auch viele Jahre der Pharmazie-Fakultät vor. 1827 bis 1851 leitete er den Botanischen Garten von Brera. 1852 bis 1874 war er Direktor des Naturhistorischen Museums in Pavia, dessen zoologische Sammlung er stark vergrößerte.
Er befasste sich als Botaniker mit Moosen und Pilzen (wie Botrytis) und beschrieb den Pilz (Beauveria bassiana), der eine Krankheit der Seidenraupen verursachte. Später wandte er sich der Zoologie zu. Er untersuchte die Anatomie von Tausendfüßern, die Vermehrung von Aalen, Parthenogenese, Schwämme im Golf von Neapel und entdeckte 1858 einen neuen Kiemenfußkrebs. Um 1850 begann er sich für Geologie zu interessieren (speziell der Lombardei), schrieb eine Geologie Italiens und unterrichtete das Fach an einem privaten Polytechnikum in Mailand. 1839 erstbeschrieb er den Fund des Nothosauriers Lariosaurus (1830 am Comer See gefunden). Er wurde später von Giulio Curioni zu Ehren von Balsamo-Crivelli Lariosaurus balsami genannt. Er beschrieb auch Funde fossiler Nashörner.
1840 wurde er Mitglied des Istituto Lombardo di scienze e lettere und 1850 bis 1851 dessen von Radetzky ernannter Vizepräsident. Er war seit 1837 korrespondierendes Mitglied der Akademie der Wissenschaften in Turin.
Die Pilz-Gattung Balsamia ist ihm zu Ehren benannt.

## Schriften (Auswahl)
- mit Giuseppe De Notaris: Synopsis muscorum in agro mediolanensi huc usque lectorum, Mailand 1833
- mit Giuseppe De Notaris: Prodromus bryologiae mediolanensis, Mailand 1834
- Prospetto elementare di una descrizione geologica dell'Italia, Mailand: Vallardi 1847